# Tarachidia nigrans
Tarachidia nigrans är en fjärilsart som beskrevs av Köhler 1979. Tarachidia nigrans ingår i släktet Tarachidia och familjen nattflyn. Inga underarter finns listade i Catalogue of Life.